# Janet McTeer
Janet McTeer (* 5. srpna 1961) je anglická herečka.
Narodila se ve Wallsendu u Newcastlu a vyrůstala v Yorku. Studovala na Královské akademii dramatických umění a poté zahájila hereckou kariéru v Divadle Royal Exchange. Později začala hrát také v televizi a ve filmu.
První filmovou roli dostala v roce 1986 ve filmu Půlměsíční ulice, který natočil režisér Bob Swaim podle románu Paula Therouxe. Později hrála například ve filmech Na Větrné hůrce (1992), V žáru lásky (1995) a Toulavé boty (1999), v němž ztvárnila hlavní roli. Za film získala Zlatý glóbus a byla nominována na Oscara. Na obě ceny byla nominována i později, například za film Albert Nobbs (2011). Později hrála například ve filmech Krajina přílivu (2005), Než jsem tě poznala (2016) a Menu (2022) a v seriálech Jessica Jones (2018) a Ozark (2018–2020).
V roce 1996 slavila úspěchy s rolí v inscenaci Ibsenovy hry Domeček pro panenky na londýnském West Endu, za níž dostala Divadelní cenu Laurence Oliviera a Divadelní cenu The Critics' Circle. V následujícím roce byla hra uvedena na Broadwayi a Janet McTeer získala ceny Tony, Theatre World a Drama Desk.
V roce 2008 získala Řád britského impéria.